# Mitteilungen aus dem Botanischen Garten und Museum Berlin-Dahlem
Mitteilungen aus dem Botanischen Garten und Museum Berlin-Dahlem (abreviado Mitt. Bot. Gart. Berlin-Dahlem) fue una revista ilustrada con descripciones botánicas que fue editada en Alemania en el año 1953. Fue Reemplazada por Willdenowia. Mitteilungen aus dem Botanischen Garten und Museum Berlin-Dahlem.